# Мурзинка (Рязанская область)
Мурзинка — село, входящее в состав Бобровинского сельского поселения Кораблинского района Рязанской области.

## География
Мурзинка находится в 12 километрах западнее районного центра Кораблино, на левом берегу реки Молвы.
К селу можно добраться по просёлочным дорогам ведущим из соседних Моловки иАманово.
На другом берегу реки находятся озеро и лес Корёк.

## История
В платежных книгах Пехлецкого стана 1594—1597 годов упоминается деревня Мурзино. В XVII веке это уже село Мурзинка. В тех же платежных книгах называется несколько землевладельцев, которые ранее вполне могли основать эту деревню: Климка Мурзин сын Куркин, Куземка Васильев сын Мурзин и другие.
В качестве села с церковью Пречистой Богородицы Честного и Славного Её Успения упоминается в окладных книгах 1676 года, соответственно храм был построен в XVII веке.
В 1716 году в приход Успенской церкви входили: Мурзинка, Луконетка и Молвина Слободка (Моловка).
Церковь сгорела 23 июля 1846 г. от удара молнии, в 1852 г. коллежским асессором Иваном Ивановичем Барыковым была выстроена новая церковь.

## Население
| 1859 | 1906 | 2010 |
| ---- | ---- | ---- |
| 176  | ↗251 | ↘9   |

## Урочище Луконетки
На противоположном берегу реки раньше находилась деревня Луконетки.
Деревня Луконяткова упоминается в платежных книгах Пехлецкого стана 1594—1597 годов.
Селение располагалось при довольно извилистой реке Молве. Поэтому название деревни образовано, возможно, от народного географического термина лука — «большая длинная излучина реки; дуга».